# 陳都靈
陈都灵（1993年10月18日—），中国大陸女演员，出生于福建省厦门市。

## 生平
1993年10月18日，陈都灵出生于福建厦门市，小学和初中就读于厦门市音乐学校，高中毕业于厦门一中。后就读于南京航空航天大学机电学院飞行器制造与工程专业。2013年2月，陈都灵在Facejoking校花校草评选中超过章泽天被推到了“女神排行榜”冠军的位置，并且在此次评选中她是唯一使用证件照参与评比的女生，从而在网络上引发关注。
2014年8月，陈都灵出演苏有朋执导的电影《左耳》中的女主角“李珥”，这是她首次担任电影女主角。
2023年因飾演古裝奇幻劇《長月燼明》反派女二爆紅，此劇是改編自藤蘿為枝小說《黑月光拿穩BE劇本》。同年在劉詩詩主演的《一念關山》中客串出演心思深沉的皇后，儘管出場時長不多，但她不同於以往清純的形象，出色的演出仍舊讓人驚艷。

## 影視作品

### 電影
| 上映年份 | 电影名             | 角色           | 备注       |
| 2015年   | 《左耳》           | 李珥           |            |
| 2017年   | 《推理筆記》       | 夏早安         |            |
| 2017年   | 《解憂雜貨店》     | 張晴美（青年） |            |
| 2018年   | 《破夢遊戲》       | 江函           |            |
| 2019年   | 《雙生》           | 濤             |            |
| 2021年   | 《今天決定我愛你》 | 姚琳           |  |
| 2021年   | 《二哥来了怎么办》 | 冰店女神       |            |
| 2021年   | 《红船》           | 杨开慧         |            |
| 2022年   | 《热汤》           | 小黄           |            |
| 2023年   | 《力量密碼》       | 夏一嵐         |            |
| 2024年   | 《花千骨》         | 花千骨         |            |
| 2024年   | 《堡垒》           | 鄭虹           |            |
| 2024年   | 《三叉戟》         | 小雪           |            |
| 2025年   | 《怒水西流》       | 娜             |            |
| 待上映   | 《9号球衣》        | 曉敏           |            |
| 待上映   | 《战桥之虎啸林》   | 金兒           |            |
| 待上映   | 《谎言之躯》       | 姜小芸         |            |

### 電視劇
| 首播年份 | 剧名                 | 角色             | 备注                                 |
| 2015年   | 《會痛的十七歲》     | 李婉瑩           | 網絡劇                               |
| 2017年   | 《求婚大作战》       | 吉恬恬           |                                      |
| 2018年   | 《鸣鸿传》           | 王詩詩/月兒      | 網絡劇                               |
| 2019年   | 《七月與安生》       | 林七月           |                                      |
| 2020年   | 《鬢邊不是海棠紅》   | 盛子晴           | 客串                                 |
| 2020年   | 《這就是生活》       | 葉小白           |                                      |
| 2021年   | 《理想照耀中国》     | 顏紅英           | 單元《我送親人過大江》               |
| 2021年   | 《光荣与梦想》       | 傅冬菊           |                                      |
| 2021年   | 《大决战》           | 張婉心           | 客串                                 |
| 2021年   | 《玉楼春》           | 孫有德           |                                      |
| 2022年   | 《良辰好景知幾何》   | 林杭景/盛寒君    |                                      |
| 2022年   | 《你安全吗？》       | 思雅             | 網絡劇                               |
| 2022年   | 《我们的当打之年》   | 袁歌             |                                      |
| 2023年   | 《長月燼明》         | 叶冰裳/妺女/天欢 | 網絡劇                               |
| 2023年   | 《莲花楼》           | 喬婉娩           |                                      |
| 2023年   | 《云之羽》           | 蘭夫人           | 網絡劇，客串                         |
| 2023年   | 《西出玉门》         | 何筱玉           | 網絡劇，客串                         |
| 2023年   | 《一念关山》         | 蕭妍             | 網絡劇，客串                         |
| 2024年   | 《大唐狄公案》       | 秋月             | 網絡劇                               |
| 2024年   | 《狐妖小红娘月红篇》 | 月啼暇           | 網絡劇                               |
| 2024年   | 《金庸武侠世界》     | 冯蘅             | 網絡劇                               |
| 2024年   | 《孤舟》             | 張海沫           |                                      |
| 2024年   | 《大梦归离》         | 文潇             | 網絡劇                               |
| 2024年   | 《永夜星河》         | 鏡妖             | 網絡劇，客串                         |
| 2025年   | 《雁回时》           | 庄寒雁           |                                      |
| 2025年   | 《华山论剑》         | 冯蘅             | 網絡劇，單元《东邪西毒》《九阴真经》 |
| 待播     | 《浣溪沙》           | 郑旦             |                                      |
| 待播     | 《月鳞绮纪》         | 雾妄言           | 網絡劇                               |
| 待播     | 《翘楚》             | 楚朝             | 網絡劇                               |

### 綜藝節目
- 湖北卫视《如果爱·为爱同行》（《如果爱》第四季）[6][7]

## 獲獎
| 年份   | 頒獎典禮            | 獎項         |
| ------ | ------------------- | ------------ |
| 2024年 | 2024 爱奇艺尖叫之夜 | 年度进取演员 |